# NO BOY
『NO BOY』（ノーボーイ）は、2021年8月25日にNBCユニバーサル・エンターテイメントジャパンから発売された、てにをはの4作目のアルバム。

## 概要
てにをはがニコニコ動画及びYouTubeに投稿したVOCALOID（ボカロ）を使用した楽曲「一角獣」、「ヴィラン」のほか、Adoに楽曲提供した「ギラギラ」やトータルプロデュースした森カリオペのEP「Your Mori.」に収録された「Empress」を中心に制作されたアルバム。

## 収録曲
| 全作詞・作曲・編曲: てにをは。 |                            |          |            |       |
| #                              | タイトル                   | 作詞     | 作曲・編曲 | 時間  |
| 1.                             | 「Neonbow Walker」         | てにをは | てにをは   | 03:25 |
| 2.                             | 「Lamé」                   | てにをは | てにをは   | 04:09 |
| 3.                             | 「一角獣」                 | てにをは | てにをは   | 03:39 |
| 4.                             | 「歌にならない花はない」   | てにをは | てにをは   | 04:42 |
| 5.                             | 「ザネリ」                 | てにをは | てにをは   | 04:05 |
| 6.                             | 「発火」                   | てにをは | てにをは   | 03:43 |
| 7.                             | 「Empress」                | てにをは | てにをは   | 04:14 |
| 8.                             | 「セツナル」               | てにをは | てにをは   | 04:59 |
| 9.                             | 「ギラギラ -make up mix-」 | てにをは | てにをは   | 04:39 |
| 10.                            | 「ヴィラン」               | てにをは | てにをは   | 03:23 |
| 11.                            | 「moonbeam」               | てにをは | てにをは   | 01:21 |
| 12.                            | 「月射病」                 | てにをは | てにをは   | 04:03 |
| 合計時間:                      | 合計時間:                  | 46:22    |            |       |

### 特典
初回限定盤にはヴィランのボイス・ドラマ「ヴィランズ」を収録した特典CDが付属している。脚本はてにをは、出演は岡本信彦と朴璐美。

## 映像作品
ヴィラン、一角獣、発火のイラストはねここが担当している。ザネリのMVは、Rabbit MACHINE、StudioXD、No.1Ø、粉鶴亀、すいこ、山羊印文庫、早手、ykzが制作した。EmpressのMVは、イラストをNico-Tineが、動画をまきのせなが担当した。
1. 一角獣 - ニコニコ動画
2. ザネリ - ニコニコ動画
3. 発火 - ニコニコ動画
4. ヴィラン - ニコニコ動画
5. Empress - ニコニコ動画